# Janina Lewandowska
Janina Antonina Lewandowska (n. 22 aprilie 1908, Harkov, gubernia Harkov⁠(d), Imperiul Rus – d. 22 aprilie 1940, Katîn, Smolensky District⁠(d), RSFS Rusă, URSS) a fost o femeie pilot poloneză din timpul celui de-al Doilea Război Mondial, ucisă de forțele sovietice în Masacrul de la Katyń.

## Tinerețe
Lewandowska (născută Dowbor-Muśnicka) s-a născut la 22 aprilie 1908, la Harkov, în Imperiul Rus. Tatăl ei, Józef Dowbor-Muśnicki, a fost un general militar polonez de succes. În adolescență s-a alăturat clubului de zbor din Poznań și și-a câștigat certificatele de pilot de planor și de parașutist. La 20 de ani, ea a devenit prima femeie europeană care a sărit cu parașuta de la o înălțime de peste cinci kilometri. A învățat să zboare cu avioane ușoare până în 1937. Cu puțin timp înainte de începerea războiului s-a căsătorit cu pilotul-instructor Mieczyslaw Lewandowski.

## Cariera militară
În august 1939 Lewandowska a fost recrutată pentru serviciul cu Regimentul 3 de Aviație Militară staționat lângă Poznań, Polonia. Pe 22 septembrie, unitatea ei a fost luată prizonieră de forțele sovietice. Lewandowska era unul dintre cei doi ofițeri din grup; ambii au fost duși în lagărul de prizonieri pentru ofițeri polonezi din Kozelsk (Rusia). Soarta ei este incertă, deși pare probabil că a murit în Masacrul de la Katyń, care a avut loc în luna împlinirii a 32 de ani.

## Comemorări

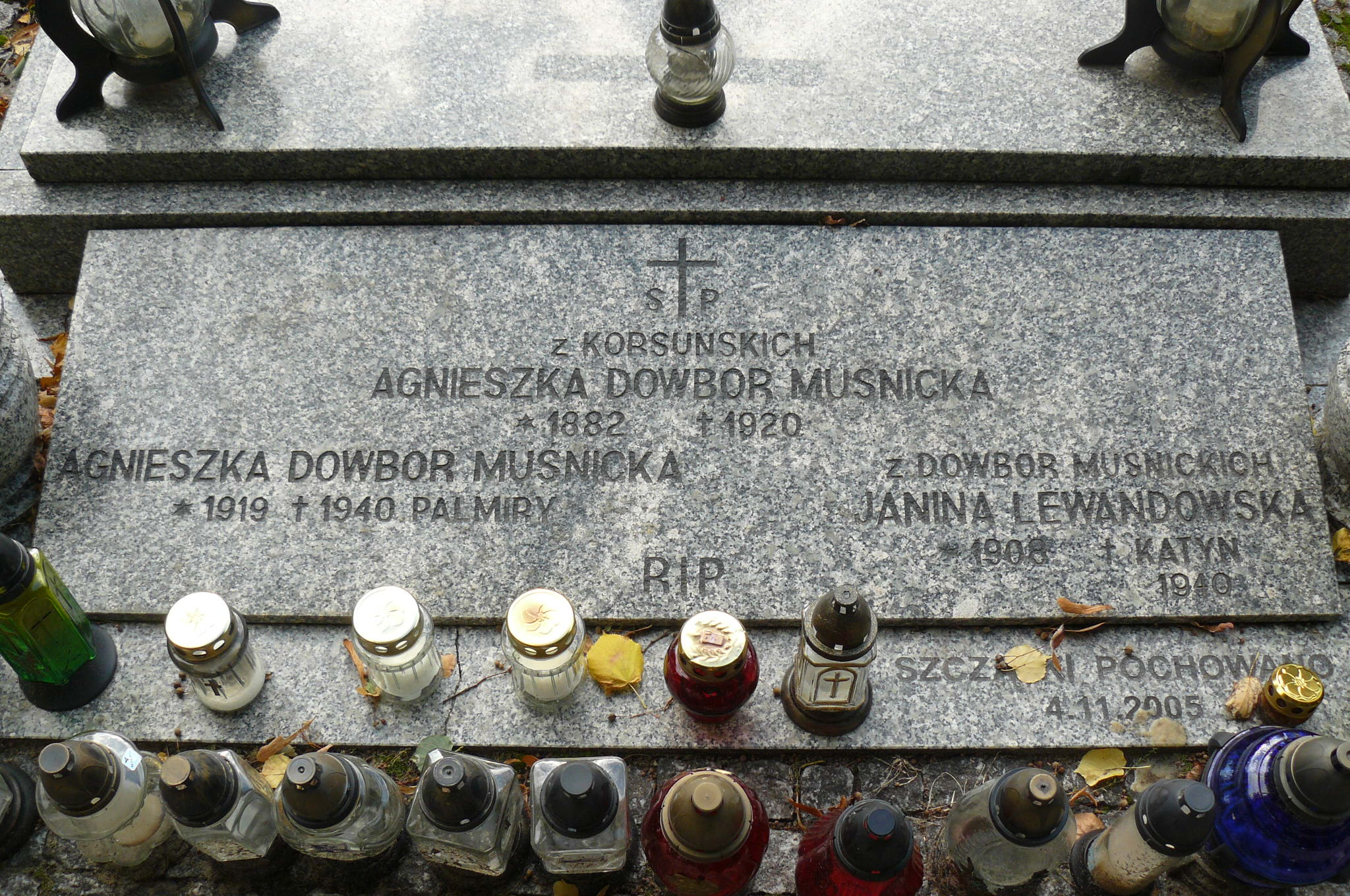
Piatra funerară care o comemorează pe Janina și pe sora ei Agnieszka Dowbor-Muśnicka la mormântul familiei din cimitirul Lusów.

- La baza unui monument ridicat generalului Józef Dowbor-Muśnicki la Lusów în 2015, ambele fiice ale ei sunt, de asemenea, comemorate: „Janina Lewandowska, ucisă în 1940 de NKVD la Katyn, și Agnieszka Dowbor-Muśnicka, ucisă de germani în Palmiry.”[5]
- La 19 martie 2020 Banca Națională a Poloniei a introdus o monedă comemorativă de argint cu o valoare nominală de 10 zloți. Moneda, numită „Katyń-Palmiry 1940”, amintește de cele două surori ucise.[6] Pe o parte a monedei, Janina apare lângă cuvântul „Katyn”. Cealaltă parte prezintă o asemănare cu Agnieszka și cuvântul „Palmiry”.[7]

- La expoziția creată cu ocazia împlinirii a 100 de ani de la recâștigarea independenței Poloniei și a Anului Drepturilor Femeii, precum și a Marii Uniri a României, Institutul Polonez din București a publicat povestea a 34 de femei remarcabile din cele două țări și o serie de filme de animație despre aceste poloneze și românce.[8][9]

## Vezi si
- Istoria Poloniei (1939-1945)